# Jody Patrick
Jody Patrick (Calgary, 14 de junho de 1987) é uma bióloga, médica e jogadora profissional de badminton canadense.

## Biografia

### Primeiros anos e formação acadêmica
Jody nasceu em Calgary, na província de Alberta, no Canadá em 1987. Iniciou sua carreira como atleta sendo membro do Calgary Winter Club, clube localizado em sua cidade natal.
Formou-se no curso de biologia da Universidade de Calgary. Posteriormente, realizou o curso de medicina na Universidade de Alberta, especializando-se em pediatria.

### Carreira
Foi uma das representantes do Canadá dos Jogos Pan-Americanos de 2003, realizados em São Domingos na República Dominicana. Junto de Mike Beres [en], conquistou a medalha de prata na competição na categoria de duplas mistas, sendo superados pelo também canadenses, Philippe Bourret [en] e Denyse Julien [en].
No ano seguinte, integrou a delegação do Canadá nos Jogos Olímpicos de Verão de 2004, realizado em Atenas, capital da Grécia. Junto de Mike Beres [en], na categoria de duplas mistas durante a competição de badminton. A dupla foi eliminada na primeira rodada pela dupla de suecos, Johanna Persson [en] e Fredrik Bergström [en].